# Indjapyx sharpi
Indjapyx sharpi är en urinsektsart som först beskrevs av Filippo Silvestri 1904.  Indjapyx sharpi ingår i släktet Indjapyx och familjen Japygidae. Inga underarter finns listade i Catalogue of Life.